# Libythea neratia
Libythea neratia är en fjärilsart som beskrevs av Felder 1864. Libythea neratia ingår i släktet Libythea och familjen praktfjärilar. Inga underarter finns listade i Catalogue of Life.